# Bryanthus musciformis
Bryanthus musciformis (syn. B. gmelinii) je druh rostliny z čeledi vřesovcovité a jediný druh rodu bryant (Bryanthus). Je to nízký poléhavý keřík s drobnými erikoidními listy a květy v hroznovitých květenstvích.
Vyskytuje se ve východní Asii v Japonsku a na Kamčatce.
V rámci čeledi Ericaceae je řazen do podčeledi Ericoideae a tribu Bryantheae. Daný tribus obsahuje mimo to jen rod Ledothamnus, který se vyskytuje pouze v Jižní Americe v oblasti Guyanské vysočiny.